# Schürbek
El Schürbek era un afluent del riu Eilbek a l'Uhlenhorst a l'estat d'Hamburg a Alemanya. El primer esment escrit Scorbeke data del 10 d'octubre de 1256, en una acta dels comtes Joan i Gerard de Holstein.

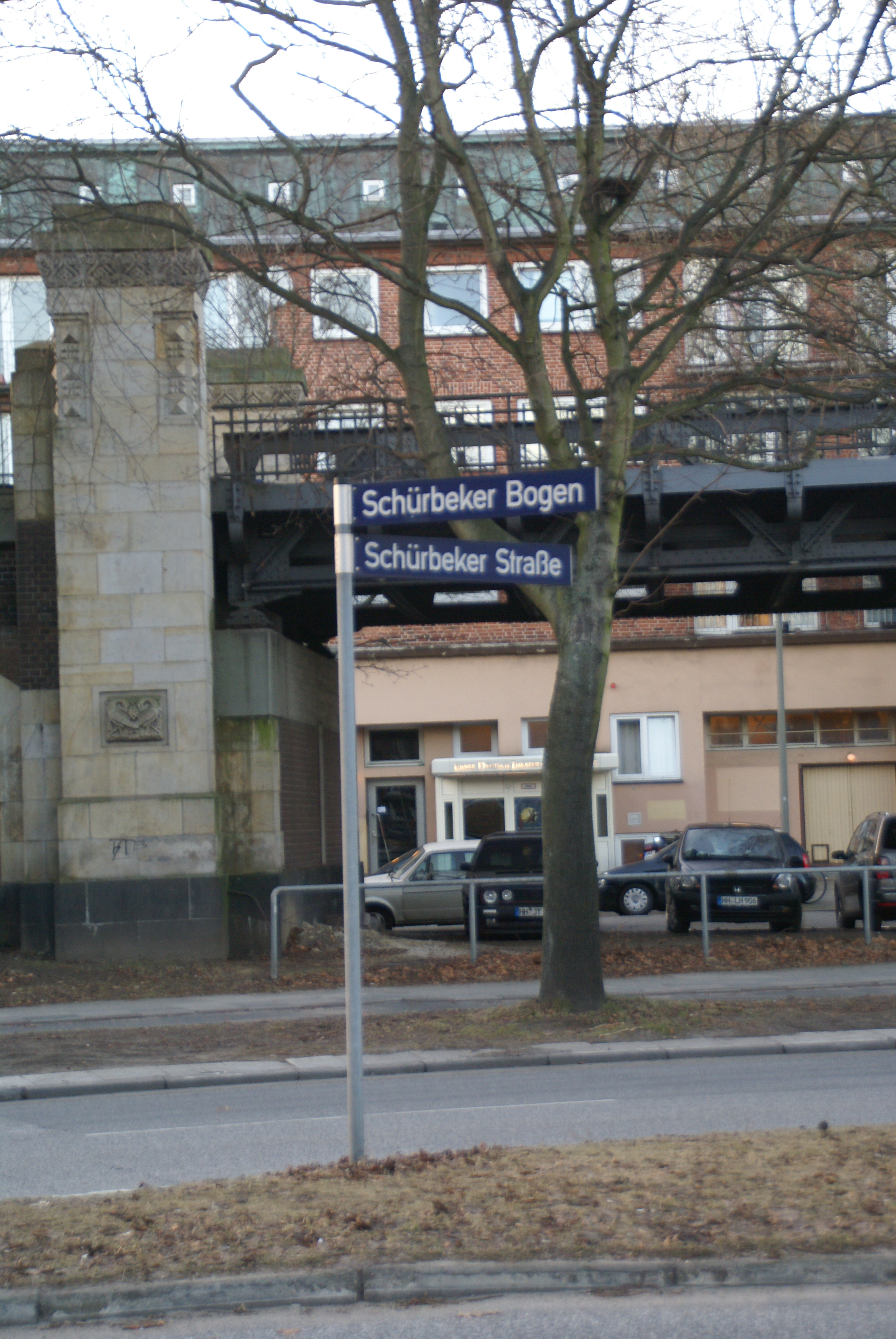
Rètols dels carrers Schürberker Bogen i Schürbeker Straße

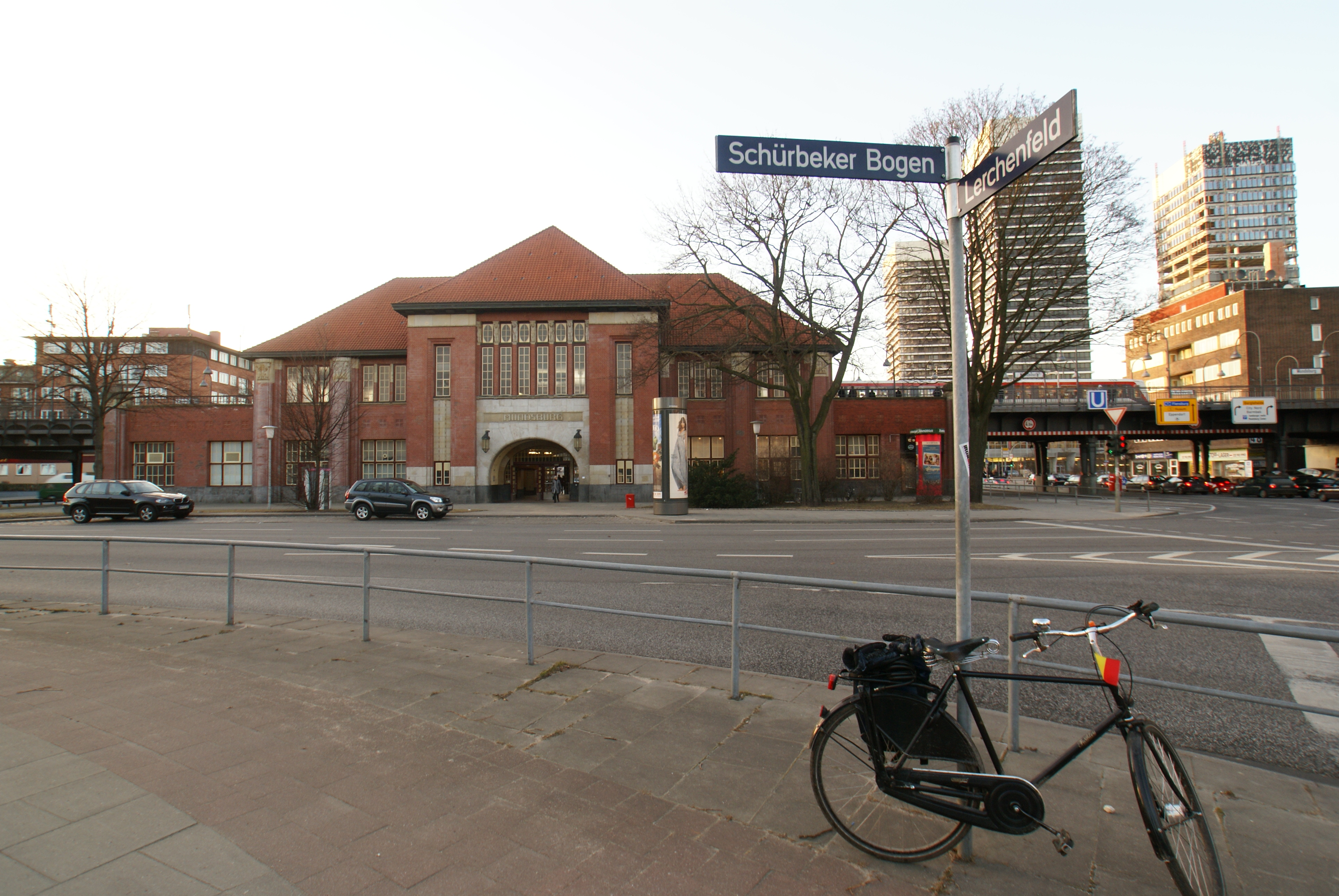
El Schürbeker Bogen a prop de l'estació de la línia U3 del metro d'Hamburg

Va terraplenar-se l'any 1854 durant l'obra de canalització del Wandse i la urbanització del nucli de Mundsburg. Avui, el riu només sobreviveix al nom de dos carrers: el Schürberker Bogen i la Schürbeker Strasse i al nom d'un veler, el Schürbek.